# Gudrun Schyman
Gudrun Schyman (Täby, Uppland, Suècia, 9 de juny de 1948) és una política sueca. Va ser la líder del Partit de l'Esquerra des de 1993 fins al gener de 2003, quan es va veure forçada a dimitir per causa d'acusacions de frau tributari. Va romandre com a membre del Partit de l'Esquerra fins a 2004, quan es va centrar totalment en el seu treball polític feminista. No va tornar a ser diputada.
Schyman va començar la seva carrera política en el Marxist-Leninistiska Kampförbundet.